# Episodi di Unreal (seconda stagione)
La seconda stagione della serie televisiva Unreal, composta da 10 episodi, è stata trasmessa in prima visione assoluta negli Stati Uniti sul canale Lifetime dal 6 giugno all'8 agosto 2016.
In Italia, la stagione è stata trasmessa in prima visione assoluta dal 4 dicembre 2016 al 15 gennaio 2017 sul canale Rai 4.
| n° | Titolo originale | Titolo italiano | Prima TV USA   | Prima TV Italia  |
| -- | ---------------- | --------------- | -------------- | ---------------- |
| 1  | War              | La guerra       | 6 giugno 2016  | 4 dicembre 2016  |
| 2  | Insurgent        | L'insorto       | 13 giugno 2016 | 4 dicembre 2016  |
| 3  | Guerrilla        | La guerriglia   | 20 giugno 2016 | 11 dicembre 2016 |
| 4  | Treason          | Il tradimento   | 27 giugno 2016 | 11 dicembre 2016 |
| 5  | Infiltration     | L'infiltrazione | 4 luglio 2016  | 18 dicembre 2016 |
| 6  | Casualty         | La vittima      | 11 luglio 2016 | 18 dicembre 2016 |
| 7  | Ambush           | L'agguato       | 18 luglio 2016 | 8 gennaio 2017   |
| 8  | Fuggitive        | Il fuggitivo    | 25 luglio 2016 | 8 gennaio 2017   |
| 9  | Espionage        | Lo spionaggio   | 1º agosto 2016 | 15 gennaio 2017  |
| 10 | Friendly Fire    | Fuoco amico     | 8 agosto 2016  | 15 gennaio 2017  |